# Predátor: Kořist
Predátor: Kořist (v anglickém originále Prey) je americký sci-fi akční film z roku 2022 z franšízy Predátor zahájené stejnojmenným filmem. Jde o pátý díl série a o prequel k prvním čtyřem filmům. Film natočil režisér Dan Trachtenberg podle scénáře od Patricka Aisona. V hlavních rolích se objevili Amber Midthunder, Dakota Beavers, Dane DiLiegro, Michelle Thrush, Stormee Kipp, Julian Black Antelope a Bennett Taylor.

## Děj
V severoamerických Velkých planinách v roce 1719 se Naru, komančská bojovnice, snaží vydobýt si místo mezi lovci kmene. Pronásleduje svoji kořist, kterou je ve skutečnosti krvelačný humanoidní mimozemšťan, jenž loví lidi pro zábavu. Naru musí ochránit svůj lid před ním i před francouzskými obchodníky s kožešinami, kteří pobíjejí stáda buvolů, na nichž jsou indiáni závislí.

## Obsazení
| Amber Midthunder      | Naru, mladá komančská bojovnice, která musí ochránit svůj kmen před Predátorem.                                                                                     |
| Dakota Beavers        | Taabe, Naruin bratr a zkušený lovec. |
| Dane DiLiegro         | Predátor vyzbrojený primitivními verzemi zbraní, které v předchozích filmech používají Predátoři z budoucnosti.                                                     |
| Michelle Thrush       | Matka Aruky, Naru a Taabeho |
| Julian Black Antelope | Náčelník Kehetu |
| Coco                  | Sarii, Naruin psí společník |
| Stormee Kipp          | Wasape, lovec Komančů, který indiány pokládá za méněcennou rasu |
| Bennett Taylor        | Raphael Adolini, italský překladatel najatý Francouzi. Tato postava byla poprvé zmíněna ve filmu Predátor 2 a později zobrazena v roce 1996 komiksu Predátor: 1718. |

## Jazyk filmu
Trachtenberg řekl, že nejprve zvažovali začít film postavami mluvícími komančským jazykem, než přejdou na angličtinu kvůli srozumitelnosti pro diváky, podobně jako je tomu s ruštinou ve filmu Hon na ponorku. Nakonec měli pocit, že by takový přístup nefungoval; film byl tedy natočen v angličtině a později nadabován v komančštině. Predátor: Kořist je prvním celovečerním filmem, který má komančský dabing v celé své délce. 

## Hudba
Hudbu složila Sarah Schachner. Trachtenberg se ji rozhodl najmout poté, co si během vývojové fáze zahrál hru Assassin's Creed Valhalla a zaujala jej její hudba. Schachner řekla, že hudba byla v tomto filmu zásadní vzhledem k řídkým dialogům.
Schachner většinu smyčcových partů nahrála sama a indiánský hudebník Robert Mirabal zajistil flétnu a zpěv. Album vyšlo u Hollywood Records dne 5. srpna 2022.

## Přijetí

### Kritika
Podle agregátoru Rotten Tomatoes získal snímek 93 % z 269 hodnocení kladných s průměrem 7,7 z 10 bodů jakožto "adrenalinový thriller, který nezanedbává vývoj postav". Na Metacritic činil vážený průměr 71 ze 100 bodů. Na obou to byl nejlépe hodnocený film ze série Predátor.

### Sledovanost
Podle agregátoru Reelgood šlo nejsledovanější program napříč platformami v týdnu od 6. do 12. srpna 2022. Podle společnosti Whip Media se Kořist stala nejsledovanějším filmem ve Spojených státech během týdne od 1. do 7. srpna 2022. 